# Onorata Rodiani
Onorata Rodiani (1403-1452) fue una afamada pintora y guerrera, nacida en Castelleone, próximo a Cremona (Ducado de Milán), en la actual Italia.

## Inicios en la pintura
Es probable que Onorata fuera la hija o nieta del pintor Mario Rodiani a quien le viene el encargo de decorar el palacio de Gabrino. Según dice la tradición Onorata entra en el Palacio a la edad de 19 años como dama de compañía de la mujer del señor, Pominia, a quien poco después le preguntaría acerca de la posibilidad de pintar ella misma sus estancias.
Gracias a la información recogida por Antonio Campi en su obra Storia di Cremona sabemos que Onorata Rodiani se dedicó durante sus primeros años de juventud a la pintura. Entre los años 1420-1424 Rodiani fue llamada para hacerse cargo de la decoración pictórica del mencionado palacio de Gabrino Fandulo, quien ostentaba gracias a un tratado con el Duque Filippo Maria Visconti el título de Marqués de Castello.

## Intento de violación
n 1423, mientras esta llevaba a cabo los trabajos en el Palacio de Gabrino mata con un cuchillo a un cortesano, según las fuentes por un acto descortés, posiblemente por un intento de violación como recoge Fiammeni. Según narra la leyenda, la agresión viene justificada por el hecho de que sus ropajes dejaban partes de su cuerpo visibles al trabajar en altura sobre los andamiajes, hecho también bastante insólito ya que la mayoría de las pintoras renacentistas trabajaron con caballete. Este pasaje nos muestra con que debían de enfrentarse las mujeres del momento, imposibilitadas a llevar a cabo su profesión con seguridad y de igual modo, hace reflejo de que sufrían aquellas que no obstante, tomaban la opción de ejercerlo. 
Onorata Rodiani, temerosa de posibles represalias, huye de la ciudad en plena noche, con ropajes de hombre y con la seguridad de haber defendido su honor:
"Es mejor vivir honrada fuera de la patria, que deshonrada en ella".

## Vida militar
Tras este devenir de sucesos, Onorata Rodiani se alista como soldado a caballo (manteniendo sus vestimentas masculinas) en la compañía de Oldrado Lampugnano. Don Clemente Fiammeni –un erudito que recoge una serie de relatos históricos – añade que es vista vestida de hombre y haciendo carrera de oficial. En 1452, estando bajo el servicio de Corrado, hermano del Duque de Milán Francesco Sforza, acude a la ayuda de su localidad natal, Castelleone, que en este momento se encontraba bajo el asedio de los venecianos. En agosto de 1452 ó 1453, bajo el torreón que estaba a punto de caer bajo poder veneciano, Onorata fue fuertemente golpeada. Ya dentro de las murallas, sus compañeros la despojaron de su armadura, descubriendo un cuerpo femenino, siendo reconocida con gran estupor por sus conciudadanos. Poco después esta morirá defendiendo Castelleone (teniendo presente que la batalla se desarrolló entre los días 16 y 17 del mes de agosto), siendo enterrada en la iglesia parroquial de Castelleone el 20 de agosto. 
Según la tradición momentos antes de morir y tras haber luchado con valentía pronunció las siguientes palabras:
"Honrada yo viví, honrada yo muero".

## Obra artística
Poco o nada sabemos acerca de la obra de Rodiani. Les son atribuidas diversas tablas y los frescos ubicadas en casa de don Lodovico Mondini, sacerdote de Castelleone, quien escribió sobre ella en 1880. Recientemente, en el palacio Galeotti-Vertua (Castelleone) han sido reconocidos los restos de las estancias de Fondulo durante una restauración apareciendo un fresco de la virgen con el niño, junto a San Sebastián y San Cristóforo que les son atribuidos.  Tradicionalmente, le ha sido también atribuido una Santa Caterina, óleo sobre madera. Sus composiciones muestran una gran madurez, con colores muy sofisticados, una hábil técnica del claroscuro, con rasgos propios de la escuela lombarda.